# Droga międzynarodowa M24 (Ukraina)
Droga międzynarodowa M24 (ukr. Автошлях М 24) – droga „znaczenia międzynarodowego” na Ukrainie, w całości na terenie obwodu zakarpackiego.
Łączy Mukaczewo z granicą ukraińsko-węgierską i miejscowością Beregsurány. Długość trasy wynosi 37,5 km.
Obecny numer funkcjonuje od 1 stycznia 2013 roku, wcześniej droga posiadała oznaczenie R54.